# ممازپور
ممازپور (به انگلیسی: Mumazpur) یک روستا در پاکستان است که در پنجاب واقع شده‌است.